# Constantin Bîrcă
Constantin Bîrcă (n. 16 decembrie 1975, Borcea, România) este un deputat român, ales în 2020 din partea PSD. 